# Bahrain International 2010
Die Bahrain International 2010 im Badminton fanden vom 30. November bis zum 4. Dezember 2010 in Manama statt.

## Die Sieger und Platzierten
| Disziplin    | Gold                                | Silber                                     | Bronze                                             |
| ------------ | ----------------------------------- | ------------------------------------------ | -------------------------------------------------- |
| Herreneinzel | Tommy Sugiarto                      | Eric Pang                                  | Dinuka Karunaratne                                 |
| Herreneinzel | Tommy Sugiarto                      | Eric Pang                                  | Michael Lahnsteiner                                |
| Dameneinzel  | Anne Hald                           | Özge Bayrak                                | Öznur Çalışkan                                     |
| Dameneinzel  | Anne Hald                           | Özge Bayrak                                | Lianne Tan                                         |
| Herrendoppel | Rupesh Kumar Sanave Thomas          | Alwin Francis Antony Anchery Bennet        | Alexander Antipov Sergey Ivlev                     |
| Herrendoppel | Rupesh Kumar Sanave Thomas          | Alwin Francis Antony Anchery Bennet        | Emre Aslan Hüseyin Oruç                            |
| Damendoppel  | Charmaine Reid Nicole Grether       | Dhanya Nair Mohita Sahdev                  | Gustiani Megawati Monika Fašungová                 |
| Damendoppel  | Charmaine Reid Nicole Grether       | Dhanya Nair Mohita Sahdev                  | Negin Amiripour Nejat Zadeh Sahar Zamanian         |
| Mixed        | Viki Indra Okvana Gustiani Megawati | Wojciech Szkudlarczyk Agnieszka Wojtkowska | Emre Vural Özge Bayrak                             |
| Mixed        | Viki Indra Okvana Gustiani Megawati | Wojciech Szkudlarczyk Agnieszka Wojtkowska | Nuwan Hettiarachchi Renu Chandrika Hettiarachchige |